# Eurytoma lincolni
Eurytoma lincolni är en stekelart som beskrevs av Girault 1913. Eurytoma lincolni ingår i släktet Eurytoma och familjen kragglanssteklar. Inga underarter finns listade i Catalogue of Life.